# (34617) 2000 UU48
2000 UU48 (asteroide 34617) é um asteroide da cintura principal. Possui uma excentricidade de 0.06313900 e uma inclinação de 10.45721º.
Este asteroide foi descoberto no dia 24 de outubro de 2000 por LINEAR em Socorro.